# Tangerão-bravo
O Tangerão-bravo (Musschia wollastonii)  é uma planta endémica da ilha da Madeira, pertencente  à família Campanulaceae. O género Musschia, composto por três espécies, é, também endémico do arquipélago da Madeira.
Apresenta-se como uma planta perene caulirrosulada, geralmente monocárpica de porte sub-arbustivo até 2 metros de altura, robusta, pubescente, de caule simples e lenhoso. Esta planta tem folhas grandes com até 19 centímetros, oblanceoladas, estreitando na base, duplamente serradas, dispostas em roseta. As flores desta planta apresentam corola amarelada, manchada de vermelho ou púrpura, reunidas em grande número numa panícula piramidal muito ramificada com até 1 metro de altura. A sua floração ocorre entre Agosto e Setembro.
É considerada muito rara devido à redução do seu habitat. Ocorre em reentrâncias rochosas em áreas cuja humidade é muito elevada, no interior da floresta laurissilva, entre os 400 e os 900 metros de altitude. Exclusiva da ilha da Madeira